# Інститут Гувера
37°25′38″ пн. ш. 122°09′58″ зх. д. / 37.4271° пн. ш. 122.166° зх. д.
Інститут Гувера з питань війни, революції та миру — американський аналітичний центр з питань публічної політики та науково-дослідна установа. Розташований в університеті Стенфорда в Каліфорнії. Історія центру розпочалася з бібліотеки, заснованої в 1919 році випускником Стенфорда Гербертом Гувером, до того, як він став президентом США. У бібліотеці, відомій як Бібліотека та архіви інституту Гувера, розміщено багато архівів, пов’язаних з Гувером, Першою світовою війною, Другою світовою війною, історією Східної Європи та Росії, іншими світовими історичними подіями. 
Згідно з доповіддю Global Go To Think Tank Index Report за 2016 рік (Програма «Think Tanks and Civil Society Society», Університет Пенсильванії), Інститут Гувера посідає 18 місце з 90 в рейтингу "Топ-аналітичних центрів США".
Інститут Гувера є підрозділом університету Стенфорда, але має власну раду наглядачів. Він розташований у кампусі. У заяві про місію викладені основні його принципи: представницький уряд, приватне підприємство, мир, особиста свобода та гарантії американської системи. Заклад, як правило, характеризується як консервативний.
Інститут є місцем стипендії для осіб, які раніше займали гучні посади в уряді, таких як Джордж Шульц, Кондоліза Райс, Майкл Боскін, Едвард Лазер, Джон Б. Тейлор, Едвін Міз та Емі Зегарт — усі вони стипендіати інституту Гувера. У 2007 році відставний генерал армії США Джон П. Абізайд, колишній командувач Центрального командування США, був названий першим щорічним Annenberg Distinguished Visiting Fellow. Колишній міністр оборони генерал Джеймс Меттіс працював науковим співробітником Гувера перед призначенням адміністрацією Трампа.
Заклад розміщений у чотирьох будівлях в кампусі Стенфорда. Найвідомішим об’єктом є визначна пам'ятка — Вежа Гувера, що користується великою популярністю серед відвідувачів. На вежі розміщений оглядовий майданчик на верхньому рівні, що забезпечує відвідувачам панорамний вид на кампус Стенфорда та околиці. Крім того, установа має відділення у центрі Джонсона у Вашингтоні, округ Колумбія. 
У 2021 році Гувер був визнаний 10-м найвпливовішим аналітичним центром у світі за версією Academic Influence. Того ж року він посів 22-е місце у списку "Найкращих аналітичних центрів США" та 1-е місце у списку "Найкращих аналітичних центрів, на які слід звернути увагу" Програми "Аналітичні центри та громадянське суспільство".